# Acción remojada

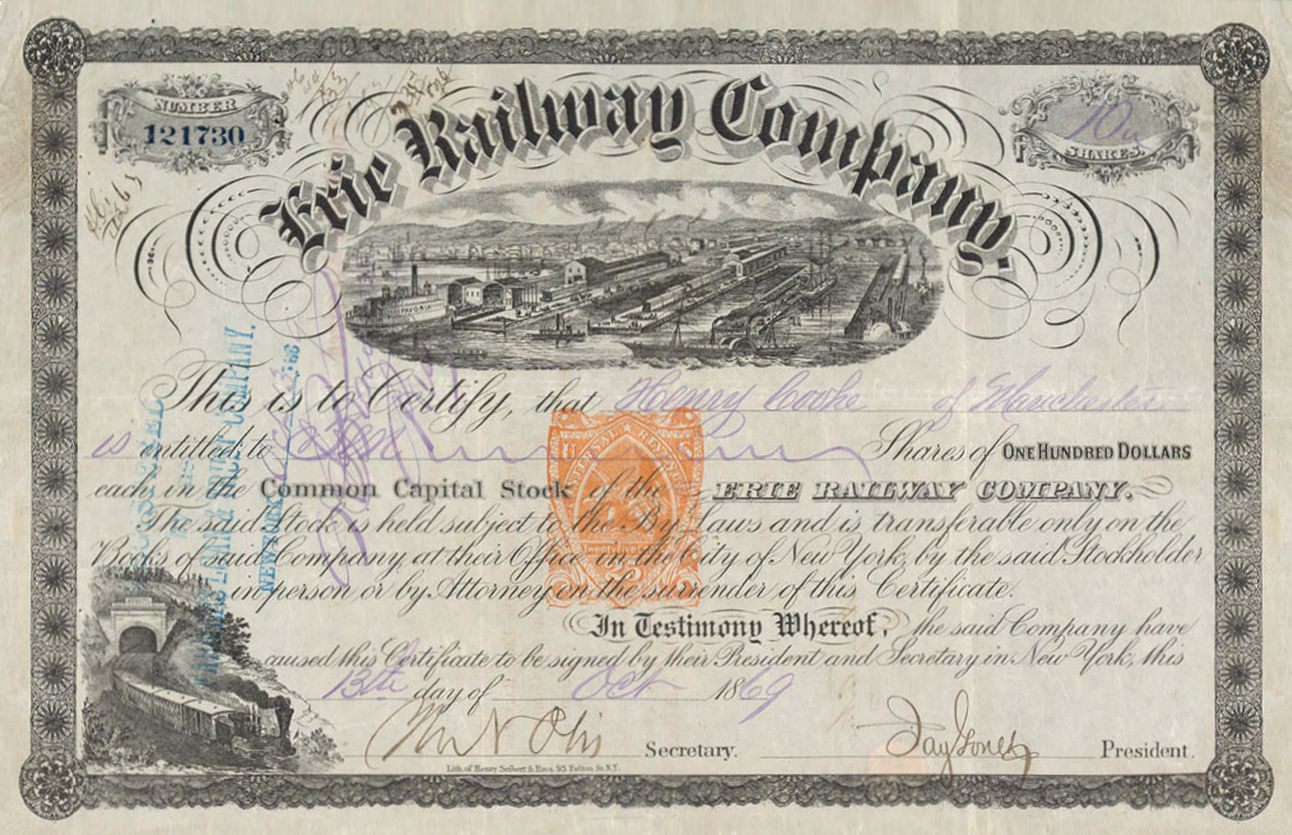
Acción de la Compañía del Ferrocarril del Erie

Las acciones remojadas (nombre original en inglés: watered stocks) son activos con un valor inflado artificialmente. El término se usa más comúnmente para referirse a una forma de fraude accionarial común según las legislaciones corporativas más antiguas, que ponían un gran énfasis en el valor nominal de las acciones.

## Origen del término
El nombre procede de un método utilizado originalmente para aumentar el peso del ganado antes de la venta. Implicaba sumistrar sal a las reses para que abrevasen una gran cantidad de agua antes de pesarlas durante una transacción de venta. La introducción de prácticas equivalentes al mundo bursátil de Nueva York se atribuye popularmente a Daniel Drew, un tratante de ganado convertido en financiero.

## Explicación
Los promotores de acciones estadounidenses de finales del siglo XIX podían inflar sus declaraciones sobre los activos y la rentabilidad de una empresa, y vender las acciones y los bonos correspondientes superando el valor real de la empresa. Para ello, contribuirían con propiedades a una nueva corporación a cambio de acciones con un valor nominal inflado. En el balance general, la propiedad sería el único capital de la corporación, y debido a que el capital legal se fijaba para determinar el valor nominal, el valor de la propiedad quedaba aumentado. Por ejemplo, un promotor podía disponer de 10.000 dólares en acciones de una compañía, que podría tener tan solo 5000 dólares en activos, pero aun así valdría 10.000 dólares sobre el papel. 
Los tenedores de acciones remojadas podrían ser personalmente responsable si los acreedores embargaban los activos de la corporación. Si hubieran recibido 10.000 dólares en acciones por una aportación de capital de tan solo 5000, no solo perderían 5000 dólares a su inversión, sino que también serían personalmente responsables de los 5000 dólares restantes. En este caso, se daban dos circunstancias: el promotor antes mencionado mentía sobre el valor de su contribución, y los inversores desprevenidos confiaban en el valor nominal declarado para medir el verdadero valor de la corporación. 
Debido a que el valor nominal era un indicador tan poco fiable del valor real de las acciones y los altos valores nominales podían generar responsabilidades para los inversores si la corporación entraba en bancarrota, los abogados corporativos comenzaron a aconsejar a sus clientes que emitieran acciones con valores bajos. El capital legal o "capital declarado" de la corporación aún se determinaría con base en el valor nominal, pero el balance general incluiría la inversión por encima del valor nominal como un excedente de capital, lo que permitía equilibrar el balance. 
En 1912, Nueva York autorizó a las corporaciones a emitir "acciones sin par" (es decir, sin ningún valor nominal), en cuyo caso la junta directiva asignaría el capital entrante entre el capital declarado y el excedente de capital. Todos los demás estados hicieron lo mismo. Gracias en gran parte a la proliferación de acciones bajas y sin par, las acciones remojadas han pasado a ser un problema menor. El último gran caso en los tribunales estadounidenses que se ocupó de este tipo de acciones fue en 1956.

## Ejemplos
- En 1866-1868, durante la llamada "Guerra del Erie", James Fisk, Daniel Drew y Jay Gould organizaron un fraude contra Cornelius Vanderbilt, a quien le vendieron 7 millones de dólares en acciones remojadas cuando intentó recuperar el control del Ferrocarril del Erie.[5]
- En 1873, los Comisionados de Ferrocarriles de Illinois informaron que las acciones de las compañías ferroviarias en el estado se infló a 75 millones de dólares, con ganancias anuales de 6 millones. En particular, la investigación descubrió que el 75% del capital asumido de la Compañía del Pacífico Central era ficticio.[6]

## Crítica
La práctica de las acciones remojadas fue duramente criticada por miembros del movimiento Social Gospel, como George D. Herron y Walter Rauschenbusch. Por ejemplo, en 1898, Herron dijo que "las acciones remojadas son un método de alta traición por el cual las corporaciones gravan por la fuerza a la nación para obtener ganancias privadas, y con el que extorsionan anualmente a millones de trabajadores y productores estadounidenses. Es ... esencialmente un sistema de violencia, expolio y robo".